# Ford Taurus III
Pour les articles homonymes, voir Ford Taurus.
Ne doit pas être confondu avec Ford Taunus.
Pour un aperçu complet de tous les modèles de Taurus, voir Ford Taurus.
La Ford Taurus de troisième génération est une automobile fabriquée par Ford de 1995 à 1999.
La troisième génération de Ford Taurus a été la première à être entièrement repensée et a utilisé un design arrondi et ovale qui était très controversé à l'époque, considéré comme la principale raison de la chute de ce modèle sur le marché. Elle a été conçue pour plaire aux acheteurs de la Toyota Camry et de la Honda Accord - toutes deux de style similaire - ainsi que pour faire de Ford un chef de file du design sur le marché nord-américain, un titre qui a été attribué à la Chrysler Corporation. Parmi les caractéristiques de conception les plus controversées figuraient à la fois le carénage avant qui était composé de phares circulaires séparés, de clignotants circulaires et de la lunette arrière de forme ovale (la Sable, contrairement à la Taurus, avait une fenêtre plus conventionnelle).
Cette génération de Taurus a été mise en vente à la fin de 1995 avec des réactions mitigées de la part des consommateurs. Elle a réussi à conserver son statut de voiture la plus vendue en Amérique pendant l'année modèle 1996; cependant, cela a été réalisé grâce à de fortes ventes aux sociétés de location de voitures: seulement 49% des ventes de Taurus de 1996 étaient à des clients privés. Pour cette raison, la Taurus a perdu son statut de best-seller en 1997 au profit de la Toyota Camry. Elle a été remplacée par la Ford Taurus de quatrième génération, de style plus conservateur, en 1999.

## Développement de la troisième génération
Le développement de la Taurus de troisième génération a commencé en 1991, et ses concepteurs et ingénieurs pensaient qu'ils étaient confrontés à une tâche ardue; ils ont comparé la refonte complète de la Taurus à repeindre la Joconde,. Comme la Taurus de première génération, la nouvelle Taurus a été développée grâce à un effort d'équipe, dans lequel les designers de l'extérieur et de l'intérieur, les ingénieurs et le personnel du marketing ont eu leur mot à dire sur la nouvelle voiture.
De nombreux modèles ont été pris en compte au cours du processus de développement, des conceptions qui ressemblaient aux voitures de deuxième génération et des voitures au style plus radical. Ils ont finalement décidé en avril 1992 (approbation finale) d'un nouveau schéma de style radical basé sur des éléments dérivés d'une conception ovale, qui se révélerait être le talon d'Achille de la voiture sur le marché. Le designer en chef, Jack Telnack, qui a supervisé le développement des première et deuxième générations de Taurus, a déclaré que sa Taurus avait été conçue de manière qu'elle se démarque sur le marché et que l'utilisation de l'ovale deviendrait le nouveau thème de conception mondial pour Ford.
Le démontage et le test des voitures concurrentes, ainsi que l'écoute des commentaires des clients ont joué un rôle important dans le développement de la Taurus de troisième génération, tout comme cela a été le cas lors du développement de la première génération. De nombreuses voitures concurrentes ont été décomposées et testées de manière approfondie afin que la Taurus soit conçue pour être supérieure à elles du point de vue du confort, des performances et du raffinement. Plus particulièrement, la Toyota Camry et l'Honda Accord ont été largement testées, et la suspension de la Taurus a été conçue pour imiter les techniques de conduite et de maniabilité de ces voitures. Les commentaires des clients ont joué un grand rôle dans la conception de l'intérieur de la Taurus de troisième génération.
La conception du tableau de bord provient d'un grand nombre de plaintes de clients selon lesquelles les modules de radio et de climatisation de la Taurus précédente étaient encombrés de nombreux petits boutons de sensation similaires, ainsi que de petits graphiques, ce qui obligeait le conducteur à détourner le regard de la route pour pouvoir les faire fonctionner correctement. En conséquence, une grande partie du tableau de bord de la troisième génération a été consacrée à la radio et à la climatisation, chaque bouton de ces modules contenant un design unique, ce qui permet au conducteur de faire fonctionner plus facilement la radio et la climatisation sans quitter la route des yeux. Cela conduirait finalement à la création du panneau de contrôle intégré,.
Rendre la nouvelle Taurus agréable aux sens était un thème récurrent tout au long du développement de la Taurus de troisième génération. Les ingénieurs de Ford ont spécialement réglé chaque panneau et composant, de sorte que chaque son émis par la Taurus, de la fermeture des portes au moteur en marche, soit acoustiquement agréable,. Les concepteurs des garnitures de Ford ont spécialement sélectionné chacun des matériaux intérieurs de la Taurus, de sorte que chaque surface, ainsi que chaque bouton et commande, soit agréable au toucher.

### Accueil

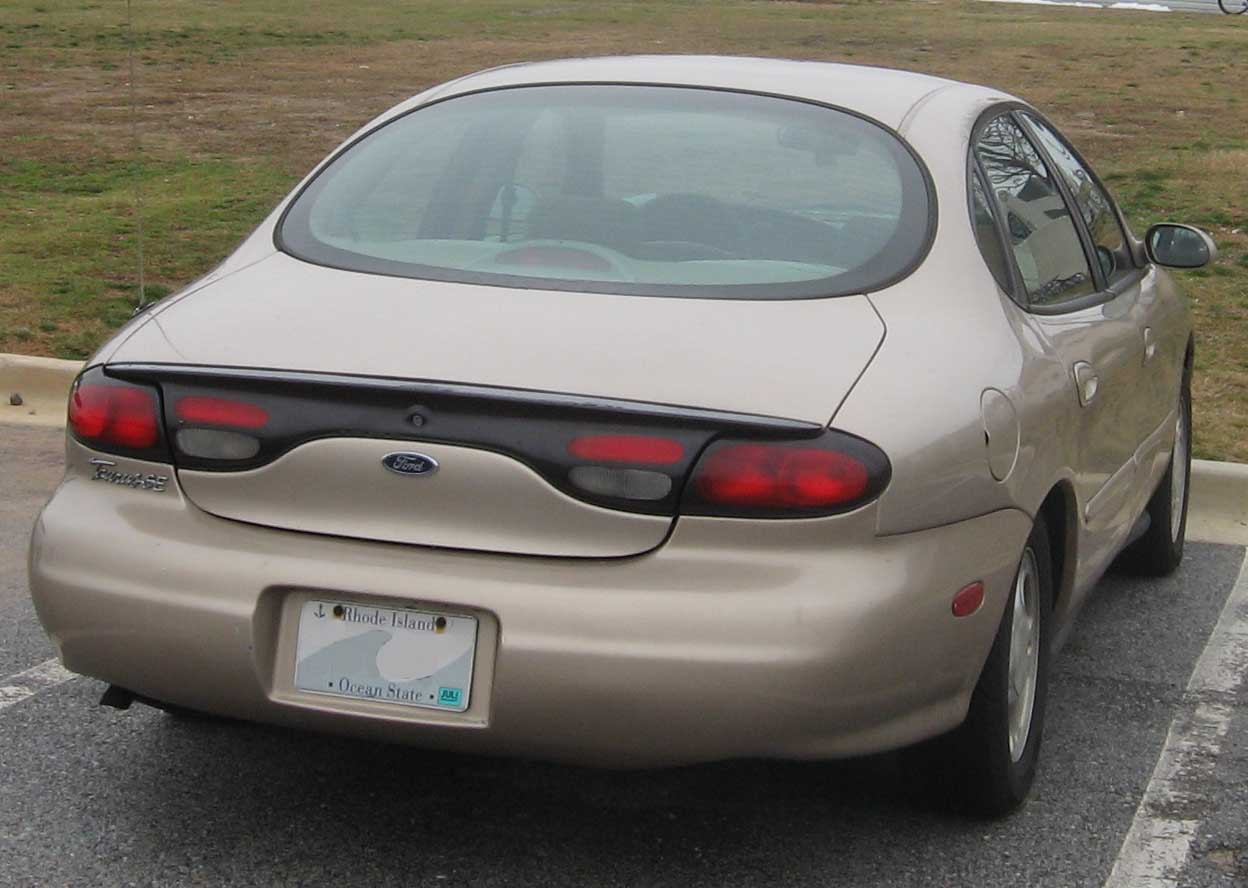
Lunette arrière ovale controversée

Les berlines Taurus et Sable de troisième génération ont été dévoilées au Cobo Center lors du Salon international de l'auto[incompréhensible] de l'Amérique du Nord de 1995 à Detroit, et ont attiré plus d'attention de la part des journalistes et des publications que toute autre voiture du salon. Le break a été dévoilé le 9 février 1995 au Salon de l'auto de Chicago et a attiré une attention similaire. Après leurs dévoilements respectifs, les deux véhicules sont devenus parmi les nouvelles voitures les plus attendues de l'année modèle 1996, semblable à la première génération de Taurus.
La première Taurus de troisième génération est sortie de la chaîne de montage le 12 juillet 1995 à l'usine d'assemblage de Chicago. Le président de Ford, Alexander Trotman, qui a pris part aux cérémonies, a été rejoint par des politiciens locaux de l'État et des représentants des syndicats de l'usine pour plonger leurs mains dans de la peinture jaune pour «autographier» le capot de la première Taurus sortie de la chaîne. Le capot est destiné à être exposé en permanence à l'usine. La Taurus est sortie dans les salles d'exposition le 24 septembre de la même année et les ventes ont commencé une semaine plus tard, le 1er octobre. La Taurus est sortie presque une semaine plus tard que la Sable, parce que les concepteurs de Ford ont consulté un astrologue de Sherman Oaks, en Californie, pour 500 $, pour déterminer la meilleure date de solstice pour sortir la voiture.
L'accueil de la nouvelle Taurus par les publications automobiles a été globalement positif. Road & Track a donné une bonne critique à la Taurus lors de sa sortie et a trouvé sa maniabilité et son raffinement impressionnants. Motor Trend a également donné à la Taurus une critique positive, bien qu'ils aient trouvé le style ovale maladroit à première vue. Malgré cela, ils ont trouvé qu'elle avait de nombreuses qualités rédemptrices. Cependant, contrairement à la Taurus de première génération, elle n'a pas obtenue le prix de la voiture de l'année, qui a plutôt été décerné au Dodge Caravan de 1996 redessiné.
La réaction des consommateurs était cependant mitigée. Les détracteurs de la nouvelle conception appellent péjorativement cette génération la Taurus "Bulle" ou la Taurus "Sous-marin" basé sur la forme de la fenêtre arrière et les larges courbes utilisées à l'avant étant considérées comme un négatif. Ford avait espéré que la refonte radicale conduirait au même succès qu'avec la Taurus de 1986 et est allé jusqu'à prédire que la nouvelle Taurus continuerait le record du modèle sortant qui se vendait à plus de 400 000 unités par an. Les ventes ont été quelque peu lentes au début, ce qui a incité Ford à ajouter un modèle "G" à bas prix au milieu de l'année 1996. Ford a également offert des incitations tels qu'un bail de six mois pour les propriétaires de Toyota Camry et Honda Accord, une allocation en espèces de 250 $ sur les renouvellements de bail et un certificat de dîner de 50 $ pour une conduite d'essai d'un véhicule. Elle a réussi à conserver sa position de voiture la plus vendue aux États-Unis en 1996, bien que cela soit dû à de fortes ventes aux flottes de location, qui représentaient 51% de toutes les ventes de Taurus pour cette année. Cela s'oppose à la Toyota Camry, dont l'essentiel de ses ventes s'est fait via des points de vente au détail à des clients particuliers. En 1997, la Taurus a perdu son titre de best-seller, en glissant au n ° 3 derrière une Toyota Camry redessinée et l'Honda Accord.

## Extérieur
L'extérieur de la Taurus de troisième génération a été entièrement repensé pour 1996. Elle utilisait une nouvelle forme controversée qui, selon le concepteur en chef, Jack Telnack, avait été esquissé pour faire ressortir la Taurus auprès des acheteurs de berlines, et comparait la Taurus actuelle à la ressemblance d'une paire de pantoufles. Cette forme était basée sur celle d'un ovale, qui était peut-être inspirée par celle du propre logo de Ford, et alors que la Taurus précédente utilisait une forme plate et profilée, cette Taurus utilisait une forme arrondie similaire à celle de la Chrysler Concorde. Les côtés fortement profilés s'inspirent de la Lincoln Mark VIII. Les breaks ont également reçu une nouvelle tôle, bien qu'à l'arrière, les breaks Taurus et Mercury Sable partageaient à nouveau les mêmes panneaux, toutes les portes de break étant les mêmes que celles utilisées sur les berlines Sable. Comme la Taurus de nouvelle génération était destinée à une clientèle plus mature et plus riche, son extérieur contenait de nombreuses touches de style haut de gamme. Par exemple, la LX était livrée avec des jantes en alliage chromé, des doubles embouts d'échappement chromés et le badge «Taurus» à l'arrière était écrit en script, contrairement aux lettres majuscules utilisées dans les générations précédentes.

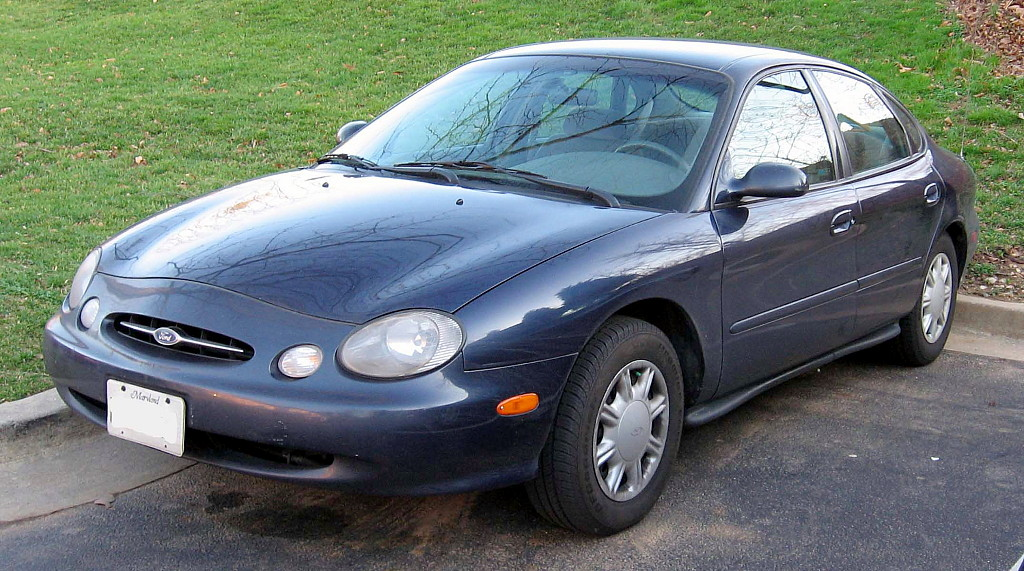
Taurus berline de 1998-1999

En 1998, l'extérieur de la Taurus a reçu une légère refonte pour rendre la forme plus courante, afin de plaire à une clientèle plus large. Le pare-chocs avant a été redessiné pour avoir une ouverture sur toute la longueur, ainsi que pour déplacer le logo Ford sur une barre chromée montée dans la calandre, similaire à celle de la Taurus SHO de troisième génération. Ces modèles ont également été équipés de lentilles de clignotants avant différentes, avec des lentilles complètement claires et une surface multi-réflecteur à l'arrière du boîtier, autour de l'ampoule. Les lentilles des clignotants arrière ont également été changées, passant de l'ambre au rouge, pour correspondre au reste de l'assemblage de la barre lumineuse,.

## Intérieur
L'intérieur a également été entièrement repensé pour l'année modèle 1996. Comme celui des deux générations précédentes, l'intérieur a été conçu pour être convivial. Les jauges étaient placées dans une nacelle ovale tandis que le tableau de bord s'enroulait légèrement autour du conducteur; toutes les commandes principales étaient placées à portée de main et étaient conçues pour être reconnaissables au toucher et pour être actionnées par les conducteurs sans quitter la route des yeux. Les commandes de la radio et de la climatisation (dont certaines, comme les boutons de préréglage, étaient de forme ovale) ont été combinées dans un «panneau de commande intégré» de forme ovale monté au centre du tableau de bord, qui a été créé en réponse à de nombreuses plaintes des propriétaires de Taurus selon lesquelles ils ne pouvaient pas facilement utiliser les commandes principales des radios et des systèmes de climatisation sans quitter la route des yeux. Le «panneau de commande intégré» était livré avec des commandes de climatisation manuelles ou des commandes de climatisation automatiques. Fini les larges banquettes de première rangée et semblables à des canapés des générations précédentes.
Une autre innovation était la console centrale «Flip-Fold» sur les voitures non équipées d'une console au plancher standard. C'était un siège entre les sièges baquets qui pouvait être transformé en console, ce qui réduisait le nombre de sièges de un. Le coussin de siège se déplié dans la console avec un bac de rangement verrouillable et des porte-gobelets, reposant contre le tableau de bord. Le dossier du siège pouvait également être rabattu pour devenir un accoudoir. Une console centrale traditionnelle avec un levier de vitesses au plancher était installée sur les voitures non équipées de la console rabattable.
L'intérieur de cette génération n'était pas aussi configurable que celui des deux premières générations. Les modèles G et GL (voir ci-dessous) n'étaient disponibles qu'avec le levier de vitesses monté sur la colonne de direction, avec une banquette avant en tissu et la console centrale «Flip-Fold». La LX, par contre, était livrée de série avec des sièges baquets pouvant être commandés avec un revêtement en tissu ou en cuir, ainsi qu'une console centrale et un levier de vitesses au sol. Cependant, un levier de vitesses monté sur colonne et une banquette avant en tissu étaient disponibles en option sans frais. En 1999, l'intérieur était à nouveau disponible en trois configurations, comme celle de la Taurus de première génération; une banquette avant avec un levier de vitesses sur colonne, des sièges avant baquets avec une console centrale et un levier de vitesses au plancher, ou des sièges avant baquets avec une console centrale et un levier de vitesses sur colonne. Chaque configuration était proposée dans les deux modèles de Taurus (voir ci-dessous).
La Ford Taurus a de nombreuses options de sièges, allant de 5 places à 8 places. Sur les breaks et les berlines équipées du levier de vitesses au sol, elle peut accueillir 5 personnes en standard, et les breaks peuvent accueillir jusqu'à 7 personnes, avec une banquette dans la troisième rangée. De plus, les modèles équipés de la console rabattable pouvaient accueillir 6 ou 8 personnes, selon que les breaks avaient ou non une banquette de troisième rangée. Les berlines pouvaient accueillir un maximum de 6 personnes avec la console rabattable et 5 personnes avec une console ordinaire.

## Modèles et moteurs

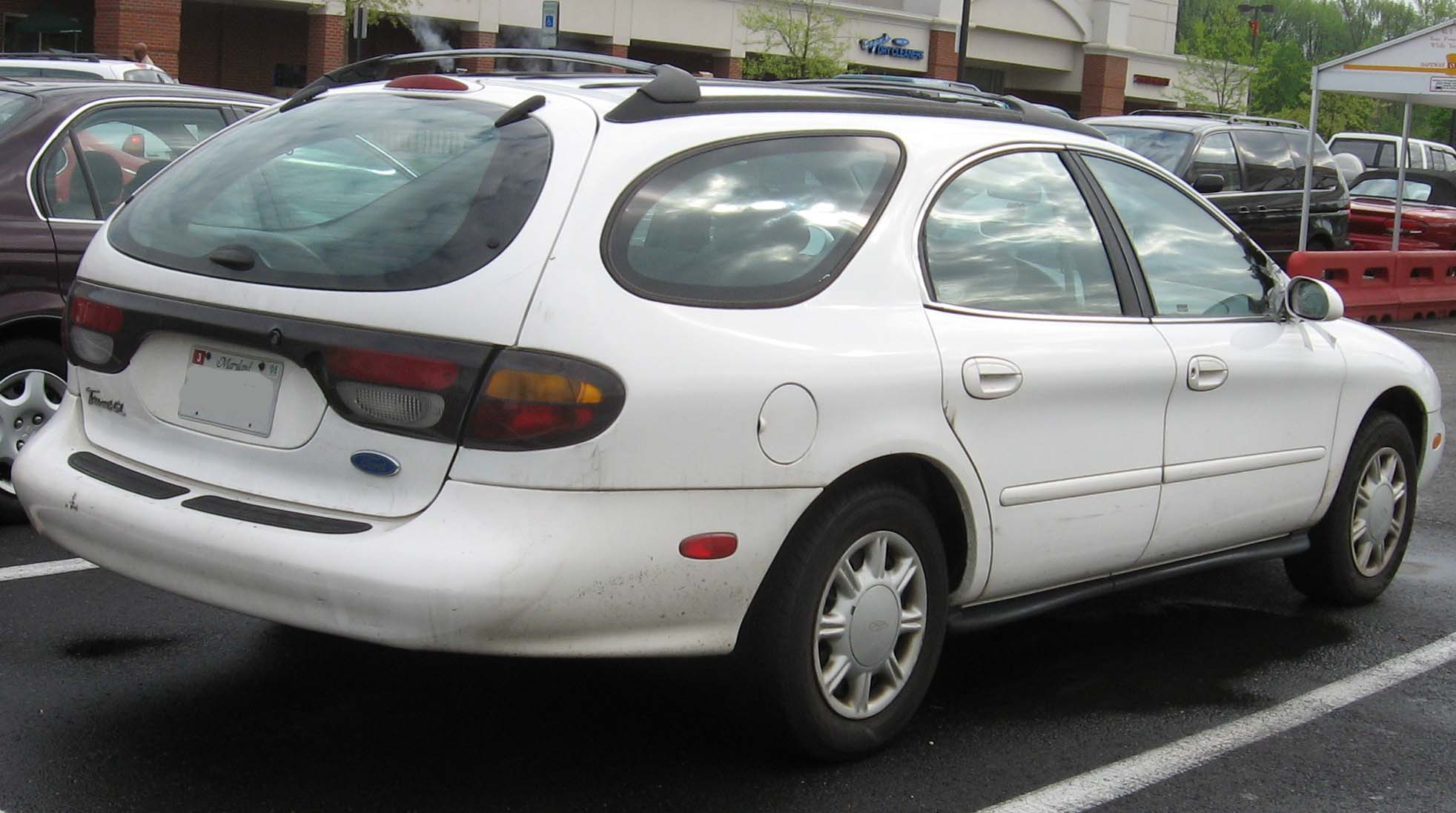
Taurus break

Lors de son lancement, la Taurus était disponible en deux modèles, la GL, qui était le modèle d'entrée de gamme, et la LX, qui était le modèle haut de gamme. La GL était basique et n'avait pas beaucoup de fonctionnalités optionnelles, tandis que la LX était livrée avec de nombreuses fonctionnalités standard et était hautement configurable.
Pour réduire l'écart de prix entre la Taurus et la Ford Contour, ainsi que pour augmenter les ventes, un modèle G d'entrée de gamme a été ajouté au milieu de l'année modèle 1996, essentiellement sous la forme d'une GL légèrement décontenancée. Pour l'année modèle 1998, les modèles de Taurus ont été complètement modifiés. Les G et GL ont été abandonnées, et la LX est devenue le modèle d'entrée de gamme. Le modèle SE de 1995 a été relancé et est devenu le modèle haut de gamme. La SE était proposée avec deux finitions spéciales; la finition Comfort qui ajoutait des roues chromées provenant de la LX, la climatisation automatique, le moteur V6 Duratec (voir ci-dessous) et des sièges baquets avec une console centrale et un levier de vitesses au plancher, ou la finition Sport, qui contenait toutes les caractéristiques de la finition Comfort, mais qui remplacé les jantes chromées par des jantes en alliage à 5 rayons.
L'année modèle 1996 était la première fois que la Taurus n'avait pas de moteur en option. La G de base et la GL avaient le V6 Vulcan de 3.0 L, qui était un report du modèle précédent. La LX haut de gamme, cependant, a reçu le nouveau V6 Duratec 30 DOHC de 3.0 L, qui produisait 200 ch (150 kW) et qui a été spécifiquement développé pour ce modèle. Lorsque Ford a réorganisé les modèles Taurus pour 1998, le Vulcan est devenu le moteur standard et le Duratec est devenu optionnel sur tous les modèles. Cependant, il n'était disponible sur la SE que pour 1999. Les modèles équipés du moteur Vulcan étaient équipés de la transmission automatique AX4S à 4 vitesses, tandis que les modèles équipés du moteur Duratec recevaient la transmission AX4N à 4 vitesses. Cependant, certains modèles équipés du moteur Vulcan ont reçu au hasard la transmission AX4N sans raison apparente. Ford a également supprimé certaines fonctionnalités pour l'année modèle 1999, afin de réduire le prix d'environ mille dollars, et éventuellement d'augmenter les ventes. Certaines fonctionnalités supprimées comprenaient les lampes de courtoisie au sol et la lampe de la boîte à gants.

## Variantes

### Mercury Sable

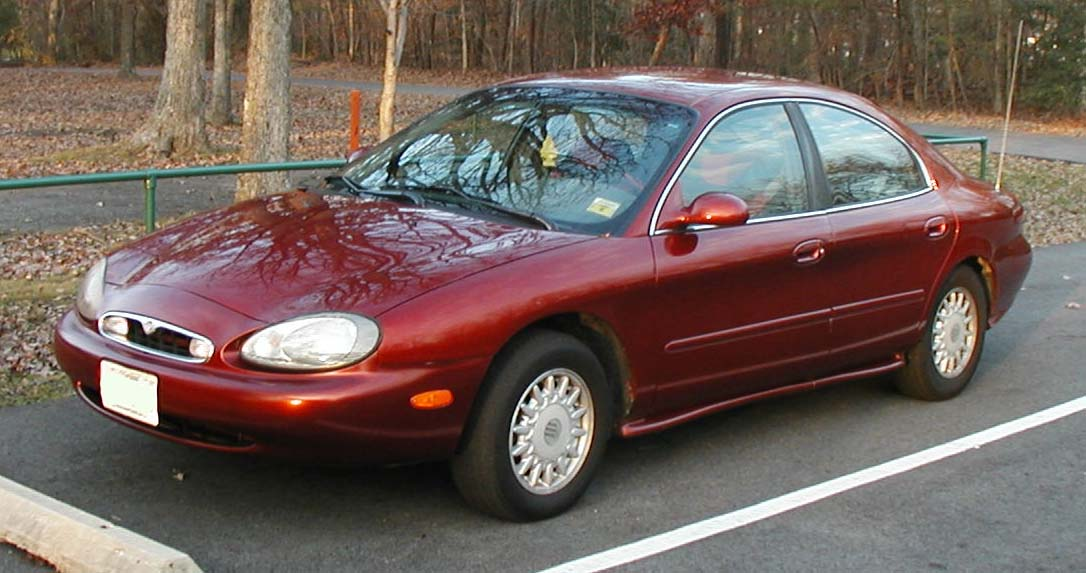
Mercury Sable GS de troisième génération

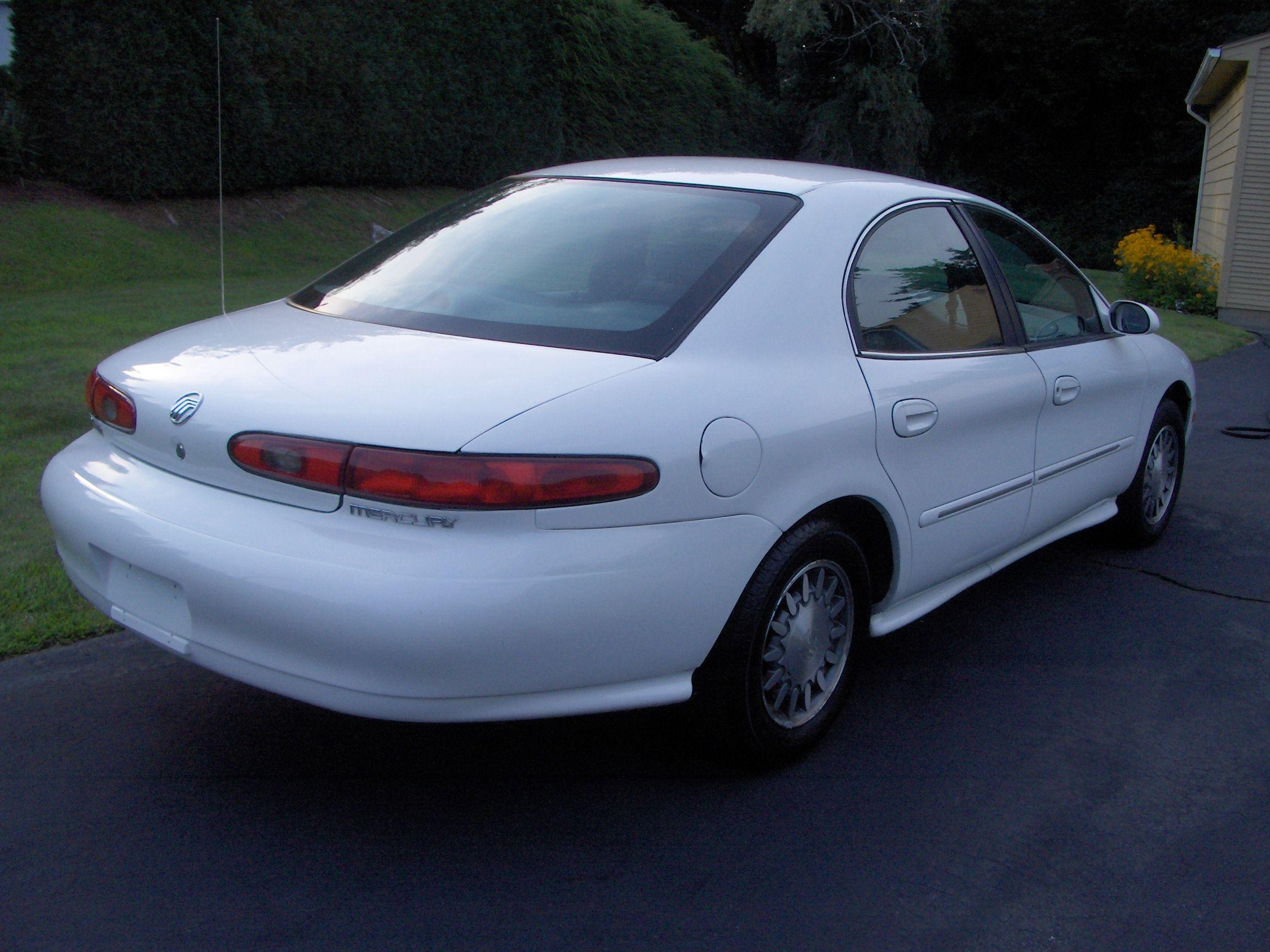
Mercury Sable de troisième génération

La Mercury Sable, un modèle sœur de la Taurus destinée à un public plus haut de gamme, a également été repensée pour l'année modèle 1996. Comme pour les générations précédentes, la Sable utilisait les mêmes pièces mécaniques que la Taurus avec une carrosserie unique. Cependant, la Sable de 1996 a abandonné les éléments de style uniques des générations précédentes, en particulier la barre de lumière avant, la vitre arrière enveloppante et le garde-boue arrière à jupe, en faveur d'un thème de conception qui ressemblait davantage à celui de la Taurus. Pour la première fois, la Sable n'a pas obtenue un design intérieur unique, partageant à la place tous ses composants intérieurs avec la Taurus, à l'exception des plaques signalétiques et des garnitures uniques en similibois. Les niveaux de finition ont été repris de la génération précédente : un modèle GS de base et LS haut de gamme, avec un modèle G de base brièvement offert au cours de la seconde moitié de l'année modèle 1996. La Sable avait les mêmes groupes motopropulseurs et la plupart des caractéristiques que la Taurus, bien qu'aucune contrepartie de la SHO haute performance n'ait été offerte. Les prix ont augmenté, correspondant à l'augmentation du prix de la Taurus. Alors que la conception de la Taurus était polarisante, la conception plus conservatrice de la Sable a été saluée; Automobile Magazine a choisi la Sable comme conception de l'année 1996. Contrairement à la Taurus, les ventes de la Sable sont restées stables par rapport au modèle précédent, et les révisions de style pour 1998 ont été limitées à une nouvelle calandre et de nouveaux phares. Les Taurus et Sable étaient produites simultanément jusqu'à l'année modèle 1999.

### Ford Taurus SHO
Article principal: Ford Taurus SHO

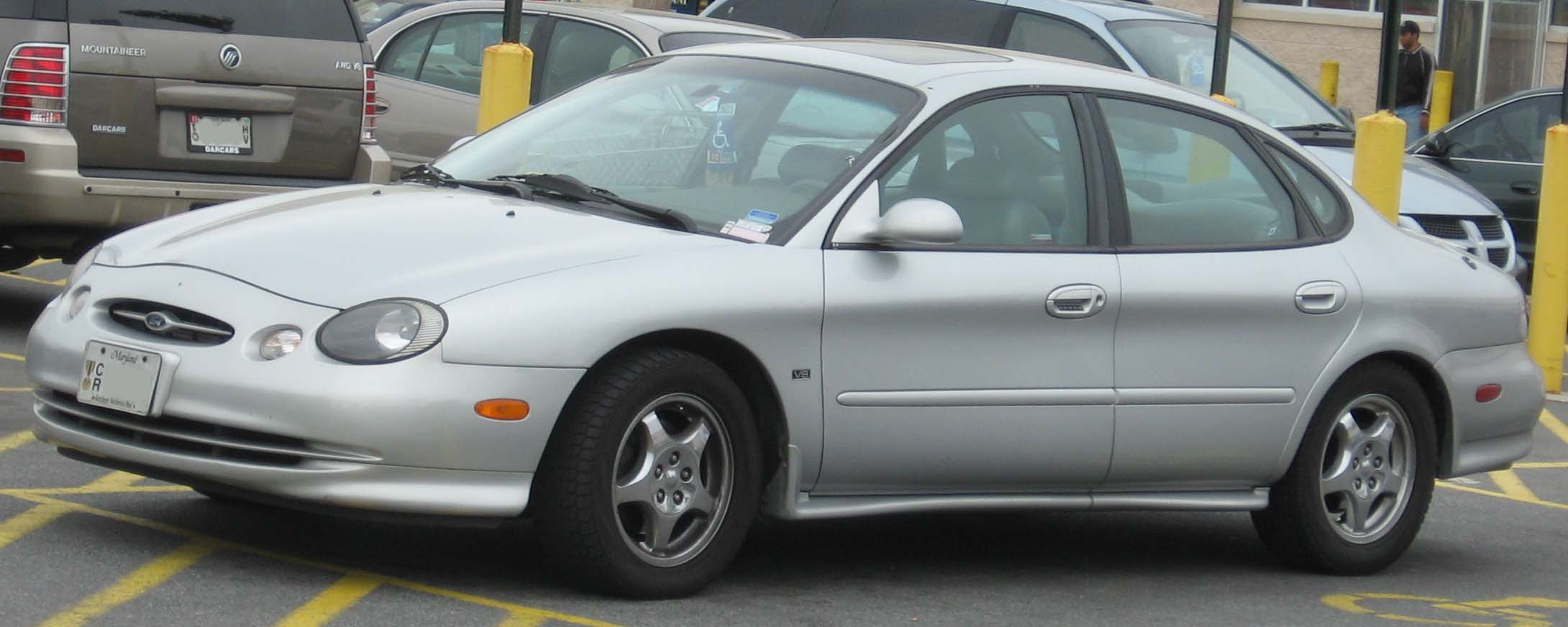
Ford Taurus SHO de troisième génération

Comme pour la Taurus, un nouveau modèle de Taurus SHO a été lancé pour 1996. Bien qu'elle contenait un style moins agressif que ses prédécesseurs, elle différait toujours de la Taurus normale avec des sièges, des roues, des pare-chocs, une transmission différents, ainsi qu'une ailette placée sur l'essuie-glace du côté conducteur, pour le maintenir sur le pare-brise à haute vitesse. Un moteur V8 3,4 L en aluminium de 235 ch (175 kW) avec des culasses de Yamaha et un bloc de Cosworth a été spécifié pour le modèle SHO, mais il a reçu la même transmission à 4 vitesses que la LX: l'option boîte de vitesses manuelle n'était plus proposée sur la SHO. C'était en partie parce que ce modèle de SHO a été plutôt conçu pour le confort que pour la performance.
Ce modèle de SHO a acquis la réputation d'être sujet aux problèmes en raison d'un grand nombre de pannes moteur aux environs des 50 000 miles en raison de la séparation de l'arbre à cames de son pignon. Cependant, ce problème peut être résolu en faisant souder les arbres à cames. Peut-être à cause de cela, cette génération de SHO s'est vendue nettement moins bien que son prédécesseur, avec des ventes culminant à 9 000 en 1997. En conséquence, la SHO a été complètement abandonnée après l'année modèle 1999.

### Modèles d'exportation

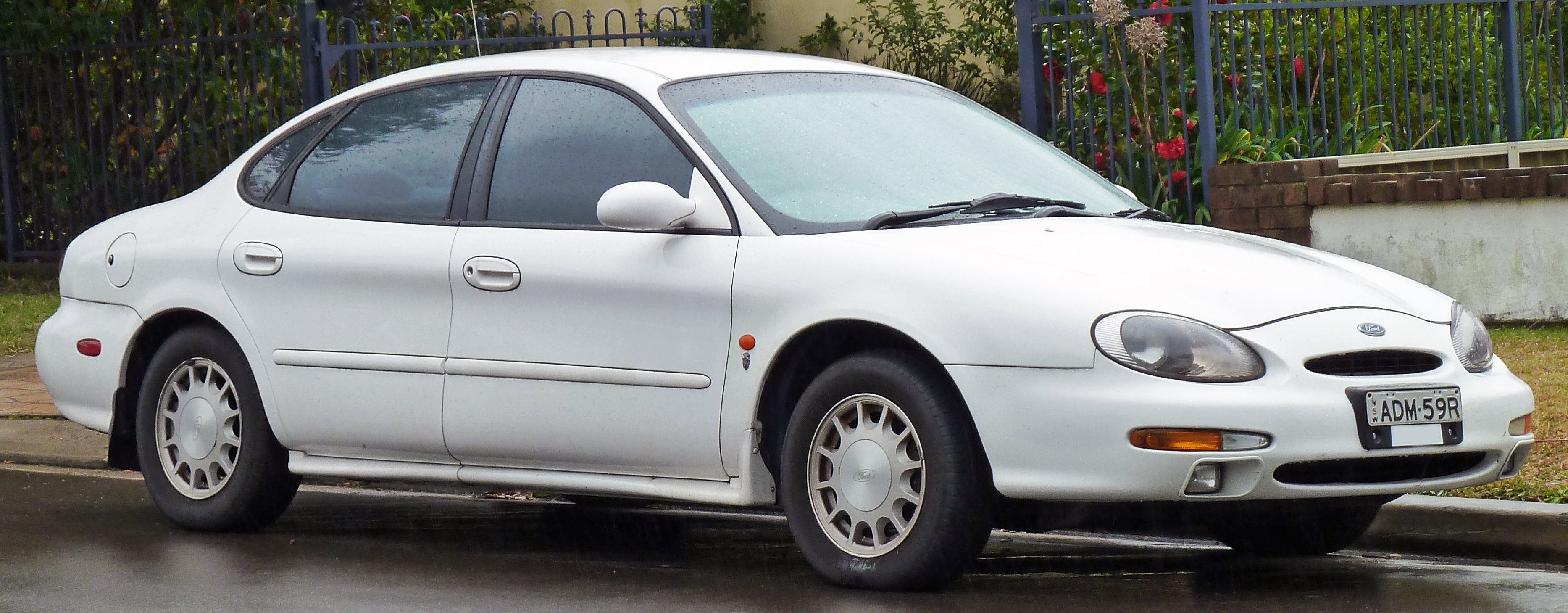
Ford Taurus Ghia berline de 1996-1998 (Australie)

En plus d'être vendus sur le marché nord-américain, les modèles de troisième génération ont été exportés vers de nombreux autres pays, en configuration de conduite à gauche et à droite. Cependant, cette action s'est avérée infructueuse. Les modèles d'exportation portaient des phares de Mercury Sable et un pare-chocs avant unique pour se conformer aux réglementations de ces pays en matière d'éclairage automobile. Les versions à conduite à droite utilisaient un frein de stationnement à commande manuelle dans la console centrale au lieu d'un frein de stationnement à commande au pied comme en Amérique du Nord. Les Australiens avaient tendance à rester à l'écart de la Taurus, en raison de leur prix élevé; une Ford Fairmont à propulsion arrière bien équipée et à plus gros moteur coûte environ le même montant. Les acheteurs australiens ne pouvaient opter que pour une berline à une seule spécification, connue sous le nom de Taurus Ghia. Cependant, en Nouvelle-Zélande, la Taurus était très populaire. Alors que l'Australie n'a vu que le modèle berline qui n'était vendu que jusqu'en 1998, les modèles berline et break étaient disponibles en Nouvelle-Zélande.
Lancée alors que le Japon était en récession à la suite de l'effondrement de la bulle spéculative japonaise en 1991, cette génération de Taurus a été exportée au Japon en nombre limité, et vendue chez des concessionnaires automobiles japonais appelés Autorama (une co-entreprise avec Mazda) en versions berline et familiale avec une position de conduite à droite jusqu'en 1997. Pour les acheteurs japonais, elle était considérée comme un véhicule de luxe car les dimensions extérieures et la cylindrée du moteur dépassaient les réglementations du gouvernement japonais, et les acheteurs au Japon étaient redevables de taxes supplémentaires. La cylindrée du moteur a également imposé aux propriétaires japonais une obligation de taxe routière annuelle plus élevée.

## Remplaçante

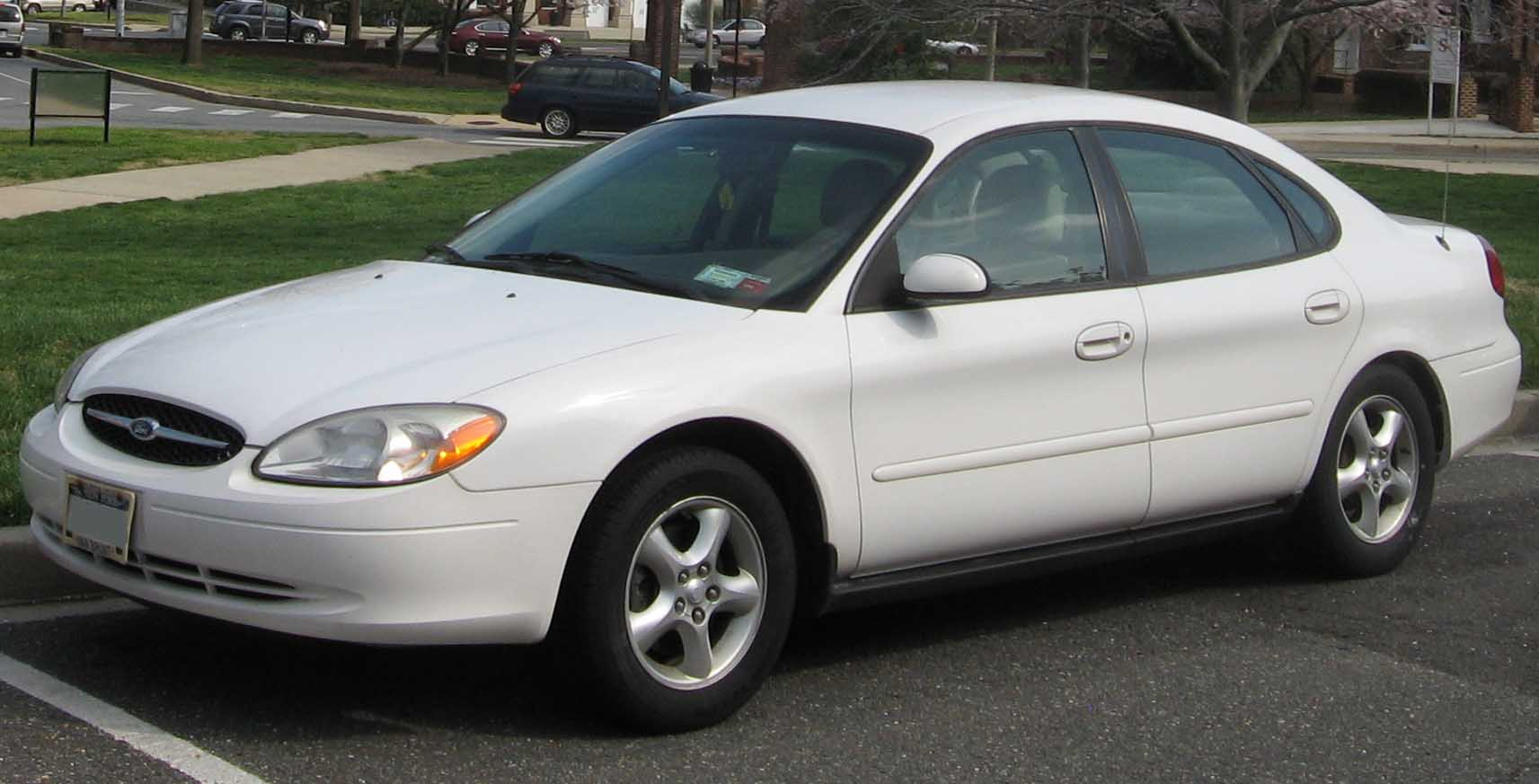
Ford Taurus de quatrième génération

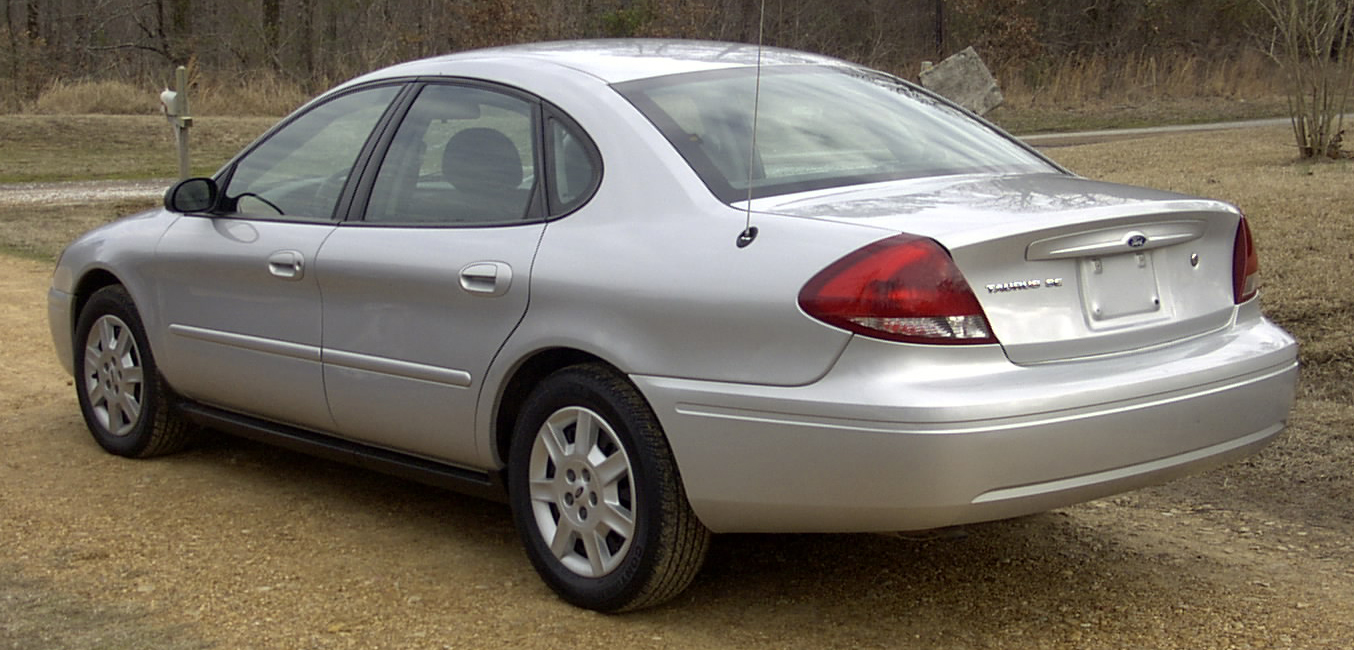
Ford Taurus de quatrième génération

En 1999, Ford a lancé la quatrième génération de Ford Taurus pour remplacer la troisième génération. Bien que les portes et les pièces mécaniques aient été reportées, cette génération a été conçue avec un design plus conservateur dans l'espoir d'accroître son attrait pour les clients. Cette nouvelle forme contenait un coffre et un panneau de toit arrière plus droits, dont l'espace pour la tête et le coffre augmentaient considérablement,. Cette génération contenait également un intérieur redessiné qui arborait un look plus conservateur, tout en conservant de nombreuses fonctionnalités offertes dans la troisième génération.
Cependant, ce modèle de Taurus est plus remarquable pour offrir un système spécial que Ford appelait «système de sécurité personnelle». Ce système avait des capteurs dans le siège qui détectaient le poids et la position d'un passager, et gonflaient les airbags pour correspondre. Cette génération de Taurus a été vendue depuis 1999 jusqu'au début de l'année modèle 2007, au cours de laquelle elle a été abandonnée ainsi que la plaque signalétique Taurus. Cependant, la plaque signalétique Taurus serait relancée après quelques mois en raison de l'insistance du nouveau PDG de Ford, Alan Mulally.